# 437 (číslo)
Čtyři sta třicet sedm je přirozené číslo. Následuje po číslu čtyři sta třicet šest a předchází číslu čtyři sta třicet osm. Římskými číslicemi se zapisuje CDXXXVII a řeckými číslicemi υλζ.

## Matematika
437 je:
- Deficientní číslo
- Složené číslo
- Nešťastné číslo

## Astronomie
- (437) Rhodia je planetka hlavního pásu, kterou objevil v roce 1898 Auguste Charlois

## Roky
- 437
- 437 př. n. l.